# Иж Юпитер-5
Иж Юпитер-5 (Иж 6.1140-2) — дорожный мотоцикл среднего класса, предназначен для передвижения на дорогах, имеющих разное покрытие. Выпускался Ижевским машиностроительным заводом с 1985 по 2008 год. К мотоциклу можно присоединять боковой грузовой или пассажирский прицеп, а также универсальный грузовой модуль. Масса бокового прицепа — 99 кг, грузового модуля — 48 кг.

## История
С 1985 года началось производство мотоцикла «Иж Юпитер-5» с двигателем, мощность которого, по сравнению с предыдущей моделью Иж Юпитер-4 была снижена с 28 до 24,5 л.с., но крутящий момент вырос до 3,5 кгс·м (при более низких оборотах). Изменилось оребрение цилиндров и головок, крепление выпускных труб к цилиндрам (стало фланцевым). Появилась кнопка «аварийного запуска», замыкающая обмотку возбуждения генератора на «массу», минуя регулятор напряжения, что облегчает при запуске с разряженным аккумулятором. Остальные потребители электроэнергии получают питание через регулятор напряжения. Крепление руля стало эластичным, передний тормоз двухкулачковым.
В 1988 году мотоцикл получил индекс «Иж Юпитер-5−01», использован ряд деталей от Иж Планеты-5: бензобак, ящики, крылья, сидение и приборный щиток.
Последние модификации «Иж Юпитер-5» имеют индекс −03 и оборудованы двигателем ИЖ Ю-5 сб 1-08.10 с жидкостной системой охлаждения и мощностью 25 л.с. Использование жидкостного охлаждения даёт возможность снизить расход топлива, увеличить тягу, уменьшить уровень шума и обеспечивает устойчивую работу двигателя.

## Конструкция
Мотоцикл сохранил экипажную часть мотоцикла «ИЖ Планета-5» но, как и все «Юпитеры», отличался мотором — он оснащался двухцилиндровым двухтактным двигателем с возвратно-петлевой четырёхканальной продувкой, приготовлением топливо-воздушной смеси в карбюраторе и воспламенением её от батарейной системы зажигания. Педаль ножного переключения передач и педаль кикстартера расположены с левой стороны картера силового агрегата. «Иж-Юпитер-5», как и все предыдущие двухцилиндровые модели, оснащался механизмом автоматического выключения сцепления: перед переключением передач необязательно выключать сцепление рукояткой на руле, разобщение двигателя и трансмиссии происходит при нажатии на педаль выбора передачи.

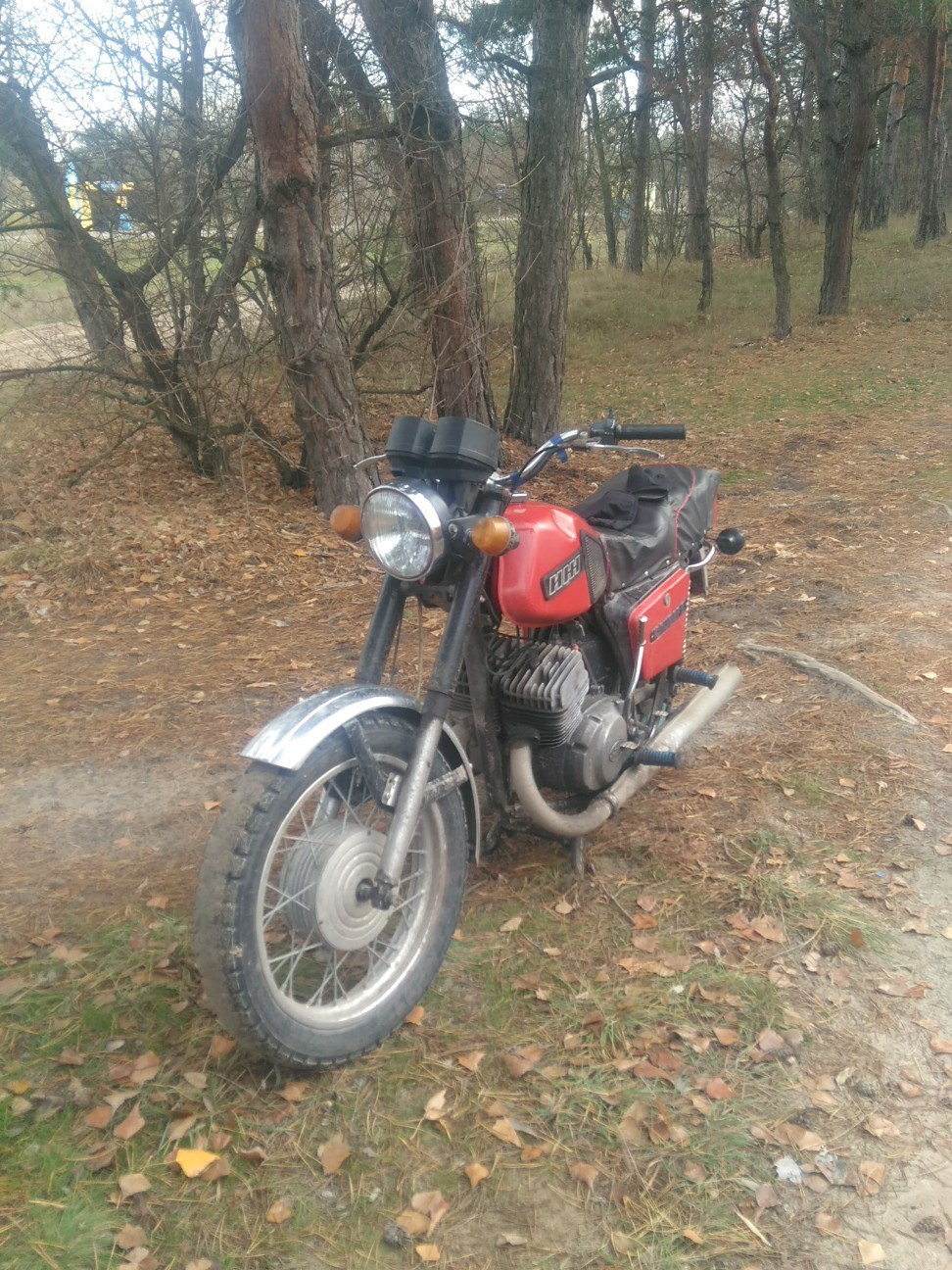
Мотоцикл ИЖ Юпитер-5-01 без бокового прицепа

## Модификации (неполный список)
- ИЖ 6.113-010-01 — базовая модель без бокового прицепа: телескопическая вилка, двухкулачковый тормоз барабанного типа, спицованные колеса.
- ИЖ 6.114-010-01 — с боковым прицепом
- ИЖ 6.114Т-010-01 — с боковым прицепом, модификация «Турист» — дополнительно укомплектован запасным колесом с шиной, имеющей увеличенные грунтозацепы.
- ИЖ 6.113Л-010-01 — без бокового прицепа, модификация «Люкс» — дополнительно оборудован полуобтекателем, коленными щитками и багажником
- ИЖ 6.113-014-01 — комплектуется литыми взаимозаменяемыми колесами. Эксплуатация с боковым прицепом не допускается.
- ИЖ 6.113-015-01 — без бокового прицепа, укомплектован дисковым тормозом переднего колеса с гидравлическим приводом, передней подвеской телескопического типа с увеличенным ходом и пневматическим регулированием, литыми колесами разного размера
- ИЖ 6.113Л-015-01 — без бокового прицепа, модификация «Люкс» — дополнительно оборудован полуобтекателем, коленными щитками и багажником
- ИЖ 6.113-016-01 — без бокового прицепа, укомплектован дисковым тормозом переднего колеса с гидравлическим приводом, передней подвеской телескопического типа с увеличенным ходом и пневматическим регулированием, колесами спицованными одного размера, но не взаимозаменяемыми.
- ИЖ 6.114-016-01 — с боковым прицепом
- ИЖ 6.114Т-016-01 — с боковым прицепом, модификация «Турист» — дополнительно укомплектован запасным колесом с шиной, имеющей увеличенные грунтозацепы.
- ИЖ 6.113-020-01 — без бокового прицепа, оборудован карбюратором К-65Д
- ИЖ 6.114-020-01 — с боковым прицепом, оборудован карбюратором К-65Д
- ИЖ 6.114Т-020-01 — с боковым прицепом, модификация «Турист» — дополнительно укомплектован запасным колесом с шиной, имеющей увеличенные грунтозацепы
- ИЖ 6.113-025-01 — без бокового прицепа, укомплектован дисковым тормозом переднего колеса с гидравлическим приводом, передней подвеской телескопического типа с увеличенным ходом и пневматическим регулированием, литыми колёсами разного размера, оборудован карбюратором К-65Д
- ИЖ 6.113-012-01 — без бокового прицепа, оборудован карбюратором «Jikov-2928СЕ»
- ИЖ 6.114-012-01 — с боковым прицепом, оборудован карбюратором «Jikov-2928СЕ»
- ИЖ 6.113-026-01 — без бокового прицепа, укомплектован дисковым тормозом переднего колеса с гидравлическим приводом, передней подвеской телескопического типа с увеличенным ходом и пневматическим регулированием, колесами спицованными одного размера, но невзаимозаменяемыми. Оборудован карбюратором К-65Д
- ИЖ 6.114-026-01 — с боковым прицепом, оборудован карбюратором К-65Д
- ИЖ 6.114Т-026-01 — с боковым прицепом, модификация «Турист» — дополнительно укомплектован запасным колесом с шиной, имеющей увеличенные грунтозацепы. Оборудован карбюратором К-65Д
- ИЖ 6.113-026-03 — без бокового прицепа, модификация с передней гидропневматической вилкой и дисковым тормозом, оборудован карбюратором К-65Д
- ИЖ 6.114Г-020-01 — с боковым грузовым прицепом ИЖ 9.204, оборудован карбюратором К-65Д
- ИЖ 6.114Г-023-01 — с боковым грузовым прицепом ВМЗ 9.203Г[1].

## Технические характеристики
(с боковым прицепом)
- База мотоцикла (расстояние между осями колес): 1 450 мм
- Дорожный просвет при полной нагрузке и нормальном давлении в шинах: 135 (125) мм
- Габаритные размеры (без учета полуобтекателя, багажника, дуг безопасности и зеркала), мм
  - длина: 2 170 (2 200)
  - ширина: 810 (1 700)
  - высота: 1 170 (1 300)
- Масса (сухая): 160 (255) кг
- Максимальная нагрузка: 170 (255) кг
  - (в т. ч, нагрузка на багажник или груз в боковом прицепе) 20 (30) кг
- Максимальная скорость: 125 (95) км/ч
- Тормозной путь, м:
  - Для мотоциклов с барабанным тормозом
    - со скорости движения 30 км/ч до 0 км/ч: 6,5 (7,2)
    - со скорости движения 60 км/ч до 0 км/ч: 22 (25)

  - Для мотоциклов с дисковым тормозом
    - со скорости движения 30 км/ч до 0 км/ч: 6,0 (6,8)
    - со скорости движения 60 км/ч до 0 км/ч: 20 (24)
- Контрольный расход топлива: для ИЖ-6: 5,9 (7,1) л на 100 км пути
- Тип двигателя: двухтактный, двухцилиндровый
  - Диаметр цилиндра: 62 мм
  - Ход поршня: 57,6 мм
  - Степень сжатия: 9,3
  - Рабочий объём: 347,6 см3
  - Максимальная мощность двигателя, 24,5 л. с. После 1988 года 24 л. с.
  - Смазочная система: совместно с топливом
  - Система зажигания: батарейная
  - Карбюратор: К-62Д, К-65Д, К-68Д или Jikov-2928СЕ (производства ЧССР)
  - Применяемое топливо: бензин с октановым числом не менее 76 (А-76, АИ-93)
  - Воздухоочиститель: контактно-масляный
  - Охлаждение: воздушное, либо жидкостное для поздних моделей
- Передача от двигателя на сцепление: двухрядной втулочной цепью
- Сцепление: многодисковое в масляной ванне
- Коробка передач: четырехступенчатая
  - Переключение передач: ножным рычагом с полуавтоматическим и ручным выжимом сцепления
- Передача на заднее колесо: цепью однорядной приводной роликовой
- Передаточное отношение главной передачи: для ИЖ-6.113: 2,21 (2,63)
- Передаточные отношения коробки передач:
  - I передача: 3,17
  - II передача: 1,81
  - III передача: 1,26
  - IV передача: 1,0
- Рама: трубчатая, сварная, одинарная
- Подвеска переднего колеса: телескопического типа с пружинно-гидравлическими амортизаторами с пневматическим регулированием (ход 200 мм) или без пневморегулирования (ход 160 мм)
- Подвеска заднего колеса: рычажная с пружинно-гидравлическими амортизаторами (ход 85 мм)
- Размер шин:
  - Стандарт 3,50×18" (90-459)
  - Переднее с колесо на мотоциклах 6.113-015-01, 6.113-025-01, 6.113Л-015-01, 3,25×19" (82-484)
  - Запасное колесо: для 6.114Т, 3,75×18" (90-459)
- Тормоза:
  - задний: однокулачковый барабанного типа с тяговым механическим приводом
  - передний: однодисковый однопоршневой с гидравлическим приводом или двухкулачковый барабанного типа с тросовым механическим приводом
  - колеса бокового прицепа: однокулачковый барабанного типа с механическим приводом